# Формула-1 — Гран-прі Угорщини 2011
Формула-1 — Гран-прі Угорщини 2011 (офіційно Formula 1 Eni Magyar Nagydíj 2011) — автогонка чемпіонату світу «Формули-1», яка пройшла 31 липня 2011 року на атордромі Хунгароринг, неподалік від Будапешту, Угорщина. Це була одинадцята гонка сезону 2011 чемпіонату Формули-1. Гонка складалась з 70 кіл, а переможцем став пілот команди Макларен, Дженсон Баттон після старту з третьої позиції. Для нього це була ювілейний 200-й Гран-прі. Пілот команди Ред Булл Себастьян Феттель, який стартував першим, зайняв друге місце. Фернандо Алонсо з команди Scuderia Ferrari посів третє місце. 
За результатами гонки, у особистому заліку пілотів Себастьяна Феттеля збільшив свій відрив від Марка Веббера до 85 залікових балів, який закінчив гонку на п’ятій позиції. Льюїс Гамільтон залишився на третьому місці у загальному заліку, після фінішу на Гран-прі Угорщини на четвертому місці з відставанням у три бали від Марка Веббера. У Кубку конструкторів команда Ред Булл переважала Макларен на 103 бали.

## Перед Гран-прі
Ярно Труллі повернувся на місце «бойового» пілота команди Lotus Racing після пропуску попереднього Гран-прі. Бруно Сенна вперше з’явився за кермом боліду у сезоні 2011 замінюючи Ніка Гайдфельда у першій практиці за кермом Renault. Голова команди Ерік Бульє заявив, що команда збирається оцінити потенціал Бруно Сени та Ромена Грожана як потенційної заміни для Ніка. 
Хайме Альгерсуарі отримає пенальті п’ять позицій на старті за зіткнення з Ніком Гайдфельдом у попередньому Гран-прі.
Гонка стала 200-ю для Дженсона Батона, 100-ю для 2.4 літрових моторів V8, після того, як вони стали обов’язковими у 2006 році. Гран-прі стало 100-м для Ніко Росберг та команди Toro Rosso.

## Вільна практика

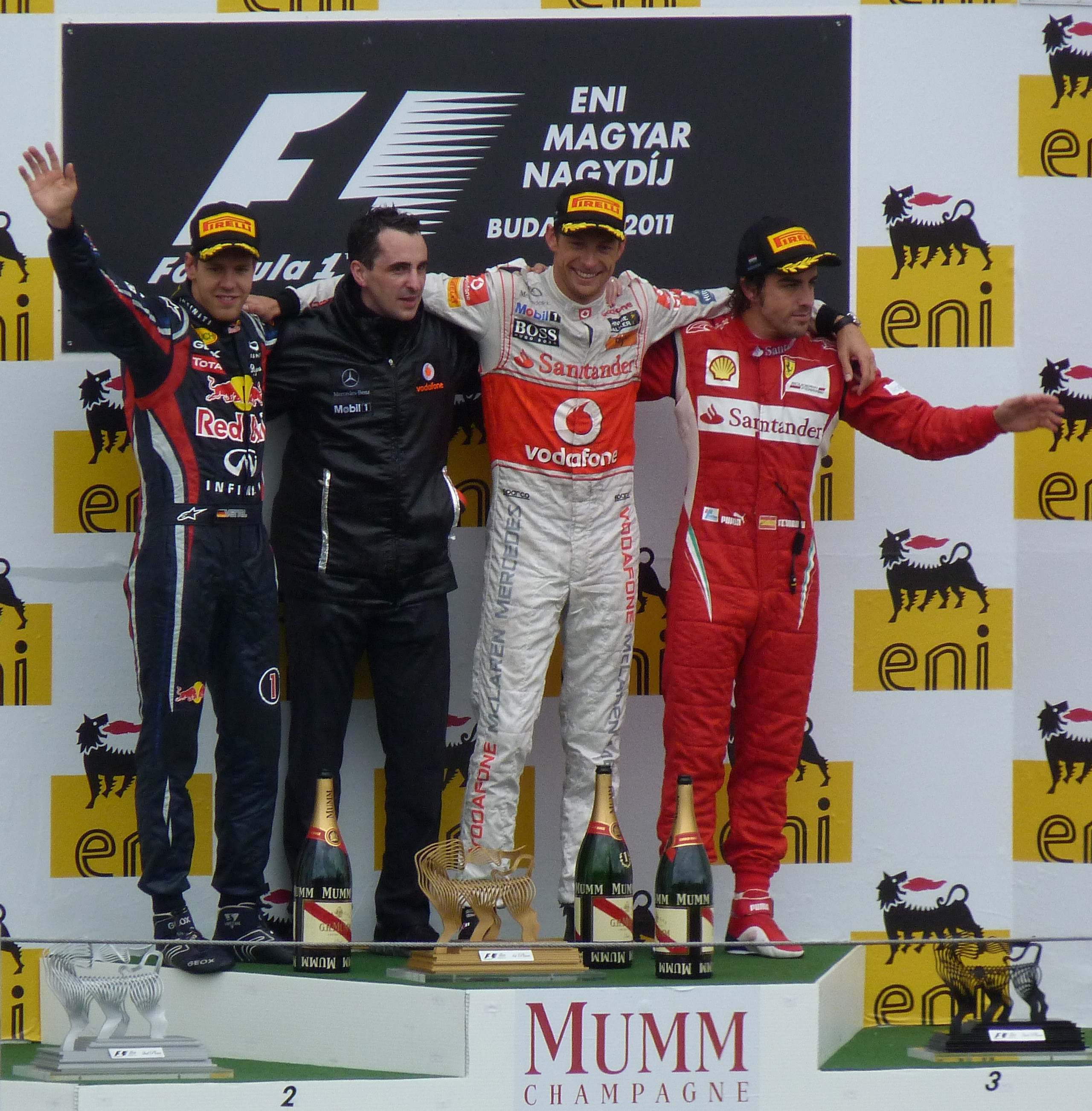
Подіум Гран-прі Угорщини 2011

| Сесія | № | Лідер             | Конструктор      | Гума | Час      | Погода       | Повітря °C | Траса °C |
| ----- | - | ----------------- | ---------------- | ---- | -------- | ------------ | ---------- | -------- |
| 1     | 3 | Льюїс Гамільтон   | McLaren-Mercedes | P    | 1:23,350 | Хмарно, сухо | +20…21     | +23      |
| 2     | 3 | Дженсон Баттон    | McLaren-Mercedes | P    | 1:21,018 | Хмарно, сухо | +22        | +29      |
| 3     | 1 | Себастьян Феттель | Red Bull-Renault | P    | 1:21,168 | Хмарно, сухо | +22        | +33…35   |

### Кваліфікація
| Поз            | №  | Пілот             | Конструктор          | Частина 1 | Частина 2 | Частина 3 | Старт |
| -------------- | -- | ----------------- | -------------------- | --------- | --------- | --------- | ----- |
| 1              | 1  | Себастьян Феттель | Red Bull-Renault     | 1:21.740  | 1:21.095  | 1:19.815  | 1     |
| 2              | 3  | Льюїс Гамільтон   | McLaren-Mercedes     | 1:21.636  | 1:21.105  | 1:19.978  | 2     |
| 3              | 4  | Дженсон Баттон    | McLaren-Mercedes     | 1:22.038  | 1:20.578  | 1:20.024  | 3     |
| 4              | 6  | Феліпе Масса      | Ferrari              | 1:22.130  | 1:21.099  | 1:20.350  | 4     |
| 5              | 5  | Фернандо Алонсо   | Ferrari              | 1:21.578  | 1:20.262  | 1:20.365  | 5     |
| 6              | 2  | Марк Веббер       | Red Bull-Renault     | 1:22.208  | 1:20.890  | 1:20.474  | 6     |
| 7              | 8  | Ніко Росберг      | Mercedes             | 1:22.996  | 1:21.243  | 1:21.098  | 7     |
| 8              | 14 | Адріан Сутіл      | Force India-Mercedes | 1:22.237  | 1:22.000  | 1:21.445  | 8     |
| 9              | 7  | Міхаель Шумахер   | Mercedes             | 1:22.876  | 1:21.852  | 1:21.907  | 9     |
| 10             | 17 | Серхіо Перес      | Sauber-Ferrari       | 1:23.067  | 1:22.157  | без часу  | 10    |
| 11             | 15 | Пол ді Реста      | Force India-Mercedes | 1:22.976  | 1:22.256  |           | 11    |
| 12             | 10 | Віталій Петров    | Renault              | 1:23.070  | 1:22.284  |           | 12    |
| 13             | 16 | Камуї Кобаясі     | Sauber-Ferrari       | 1:23.278  | 1:22.435  |           | 13    |
| 14             | 9  | Нік Гайдфельд     | Renault              | 1:23.024  | 1:22.470  |           | 14    |
| 15             | 11 | Рубенс Барікелло  | Williams-Cosworth    | 1:23.075  | 1:22.684  |           | 15    |
| 16             | 19 | Хайме Альгерсуарі | Toro Rosso-Ferrari   | 1:23.285  | 1:22.979  |           | 16    |
| 17             | 12 | Пастор Мальдонадо | Williams-Cosworth    | 1:23.847  | без часу  |           | 17    |
| 18             | 18 | Себастьєн Буемі   | Toro Rosso-Ferrari   | 1:24.070  |           |           | 231   |
| 19             | 20 | Хейккі Ковалайнен | Lotus-Renault        | 1:24.362  |           |           | 18    |
| 20             | 21 | Ярно Труллі       | Lotus-Renault        | 1:24.534  |           |           | 19    |
| 21             | 24 | Тімо Глок         | Virgin-Cosworth      | 1:26.294  |           |           | 20    |
| 22             | 23 | Вітантоніо Ліуцці | HRT-Cosworth         | 1:26.323  |           |           | 21    |
| 23             | 22 | Даніель Ріккіардо | HRT-Cosworth         | 1:26.479  |           |           | 22    |
| 24             | 25 | Жером Д'Амброзіо  | Virgin-Cosworth      | 1:26.510  |           |           | 24    |
| 107%: 1:27.288 |    |                   |                      |           |           |           |       |

### Гонка
| Поз  | №  | Пілот             | Конструктор          | Кола | Час/Схід        | Старт | Очки |
| ---- | -- | ----------------- | -------------------- | ---- | --------------- | ----- | ---- |
| 1    | 4  | Дженсон Баттон    | McLaren-Mercedes     | 70   | 1:46:42.337     | 3     | 25   |
| 2    | 1  | Себастьян Феттель | Red Bull-Renault     | 70   | +3.588          | 1     | 18   |
| 3    | 5  | Фернандо Алонсо   | Ferrari              | 70   | +19.819         | 5     | 15   |
| 4    | 3  | Льюїс Гамільтон   | McLaren-Mercedes     | 70   | +48.338         | 2     | 12   |
| 5    | 2  | Марк Веббер       | Red Bull-Renault     | 70   | +49.742         | 6     | 10   |
| 6    | 6  | Феліпе Масса      | Ferrari              | 70   | +1:23.176       | 4     | 8    |
| 7    | 15 | Пол ді Реста      | Force India-Mercedes | 69   | +1 коло         | 11    | 6    |
| 8    | 18 | Себастьєн Буемі   | Toro Rosso-Ferrari   | 69   | +1 Lap          | 23    | 4    |
| 9    | 8  | Ніко Росберг      | Mercedes             | 69   | +1 коло         | 7     | 2    |
| 10   | 19 | Хайме Альгерсуарі | Toro Rosso-Ferrari   | 69   | +1 коло         | 16    | 1    |
| 11   | 16 | Камуї Кобаясі     | Sauber-Ferrari       | 69   | +1 коло         | 13    |      |
| 12   | 10 | Віталій Петров    | Renault              | 69   | +1 коло         | 12    |      |
| 13   | 11 | Рубенс Барікелло  | Williams-Cosworth    | 68   | +2 кола         | 15    |      |
| 14   | 14 | Адріан Сутіл      | Force India-Mercedes | 68   | +2 кола         | 8     |      |
| 15   | 17 | Серхіо Перес      | Sauber-Ferrari       | 68   | +2 кола         | 10    |      |
| 16   | 12 | Пастор Мальдонадо | Williams-Cosworth    | 68   | +2 кола         | 17    |      |
| 17   | 24 | Тімо Глок         | Virgin-Cosworth      | 66   | +4 кола         | 20    |      |
| 18   | 22 | Даніель Ріккіардо | HRT-Cosworth         | 66   | +4 кола         | 22    |      |
| 19   | 25 | Жером Д'Амброзіо  | Virgin-Cosworth      | 65   | +5 кіл          | 24    |      |
| 20   | 23 | Вітантоніо Ліуцці | HRT-Cosworth         | 65   | +5 кіл          | 21    |      |
| Схід | 20 | Хейккі Ковалайнен | Lotus-Renault        | 55   | Витік води      | 18    |      |
| Схід | 7  | Міхаель Шумахер   | Mercedes             | 26   | Коробка передач | 9     |      |
| Схід | 9  | Нік Гайдфельд     | Renault              | 23   | Пожежа          | 14    |      |
| Схід | 21 | Ярно Труллі       | Lotus-Renault        | 17   | Витік води      | 19    |      |

## Положення в чемпіонаті після Гран-прі
| Поз | Пілот             | Очки |
| --- | ----------------- | ---- |
| 1   | Себастьян Феттель | 234  |
| 2   | Марк Веббер       | 149  |
| 3   | Льюїс Гамільтон   | 146  |
| 4   | Фернандо Алонсо   | 145  |
| 5   | Дженсон Баттон    | 134  |

| Поз | Конструктор      | Очки |
| --- | ---------------- | ---- |
| 1   | Red Bull-Renault | 383  |
| 2   | McLaren-Mercedes | 280  |
| 3   | Ferrari          | 215  |
| 4   | Mercedes         | 80   |
| 5   | Renault          | 66   |

- Примітка: Тільки 5 позицій включені в обидві таблиці.